# Testamenti factio
Der Ausdruck testamenti factio bezeichnet im römischen Recht zunächst die Testamentserrichtung selbst (aus: testamentum facere) und im übertragenen Sinne die Fähigkeit zur Testamentserrichtung, die Testierfähigkeit.
Die testamenti factio nimmt nach altzivilem Muster stets den Blickwinkel des Erblassers ein, da auf dessen Testierfähigkeit abgestellt wird. Erben, Legatare und andere (auch administrativ) an der Nachlassregelung Beteiligte werden ausweislich der Quellenlage so gestellt, dass der Erblasser Testamentsbefähigung „mit ihnen habe“ (cum aliquo). Erst nachklassische Quellen beziehen Nachlassempfänger beziehungsweise die Begünstigten einzelner Gegenstände begrifflich mit ein. Sie unterscheiden zwischen testamenti factio activa (Erblasser) und testamenti factio passiva (alle anderen).

## Testierfähigkeit
Testierfähigkeit, eine besondere Erscheinungsform der Geschäftsfähigkeit, wurde von allen am Verfahren Beteiligten verlangt. Neben dem Erblasser waren das zunächst die Zeugen, weiterhin die libripentes (Waage-Halter per aes et libram) und die Treuhänder (familiae emptores), welche fiduziarisch für den Vermögenserwerber eintraten.
Nicht wirksam testieren konnten allerdings diejenigen, die unter Vormundschaft (cura) oder Pflegschaft (tutela) standen, mit ein paar Ausnahmen auch Sklaven. Nichtbürger konnten nur testieren, soweit sie in den Schutzbereich des ius comercii einbezogen waren, also das Recht innehatten, Geschäftsverträge abzuschließen und durch Geschäfte oder Erbschaft Eigentum zu erwerben beziehungsweise selbst zu testieren. Davon wiederum ausgenommen waren die Latini Iuniani, Freigelassene, deren Freilassung (manumissio)  Mängel aufwies, weshalb sie das Bürgerrecht nicht erhalten konnten. Sie waren damit gegenüber vollwirksam Freigelassenen minderberechtigt.
Haussöhne hatten beschränkte Testiermöglichkeiten. Sie bezogen sich nämlich nur auf militärische Sondergüter (peculium castrense). Im Übrigen konnten unter der patria potestas des Familienvaters stehende Hauskinder nicht testieren. Gleiches traf gewaltfreie Ehefrauen. Mittels wirksamer Gewaltunterwerfung (coemptio) konnten sie allerdings in die treuhänderische Gewalt eines Mannes eintreten und nach Remanzipation durch Freilassung wieder entlassen werden mit der Folge, dass sie testieren durften. Unter Kaiser Hadrian wurde das senatus consultum Tertullianum geschaffen, ein Senatsbeschluss, wonach Frauen vollends ungehindert testieren durften.

## Fähigkeit der Erbeinsetzung
Auch die Fähigkeit als Erbe eingesetzt zu werden, unterlag Voraussetzungen. Sie musste zu zwei Zeitpunkten vorliegen, bei Testamentserrichtung und beim Tod des Erblassers. Das Verbotsgesetz lex Voconia schränkte die Erbberechtigung bestimmter Frauen ein. Vermutet wird, dass die in Rom um sich greifende Tendenz zum Luxusleben bekämpft werden sollte, insbesondere aber Erbschaften zusammengehalten werden sollten. Das auch als Luxusgesetz bezeichnete Regelwerk verlor im Prinzipat seine Bedeutung. Bei Hauskindern und Sklaven galten Einschränkungen, wohingegen Ausländer und Nichtrömer aus einem römischen Testament nicht bedacht werden konnten. Ungeborene (postumi) wurden allmählich als Erben anerkannt. Waren sie vom Erblasser selbst gezeugt, konnten sie seit Alters her eingesetzt werden.
Nicht eingesetzt werden konnten unbestimmte Personen(kreise) (personae incertae), etwa Personen- oder Gesamthandsverbände, aber auch fremde Ungeborene. Zwar nicht nach ius civile, aber final konnte der Staat stets erben.